# Charles Cathcart (7e comte Cathcart)
Pour les articles homonymes, voir Charles Cathcart et Cathcart.
Charles Alan Andrew Cathcart, 7e comte Cathcart (né le 30 novembre 1952), appelé Lord Greenock jusqu'en 1999, est un pair écossais et membre conservateur de la Chambre des lords et chef du nom et des armoiries du clan Cathcart .

## Biographie
Lord Cathcart fait ses études au Collège d'Eton, est membre des Scots Guards et membre associé de l'Institut des comptables agréés. Il devient comte Cathcart à la mort de son père, Alan Cathcart (6e comte Cathcart), en 1999. En 2007, il est élu comme l'un des 92 pairs héréditaires restants, en remplacement de Charles Stourton (26e baron Mowbray).
En avril 2019, il s'est opposé à une prolongation du processus de l'article 50, déclarant que chaque région anglaise et galloise en dehors du M25 serait heureuse de quitter l'UE sans accord si aucun accord n'était conclu d'ici la fin de la semaine prochaine. ".

## Vie privée
En 1981, il épouse Vivien Clare Skinner; elle est décoratrice d'intérieur sous le nom de Vivien Greenock.
Ils ont deux enfants:
- Laura Rosemary Cathcart (née en 1984), elle épousé William RP Cash (fils de Bill Cash) en 2014.
  - Cosima Cash (né en 2015)
  - Rex William Charles Cash (né en 2017)
- Alan George Cathcart, Lord Greenock (né en 1986)